# Église de la Résurrection (Kargopol)

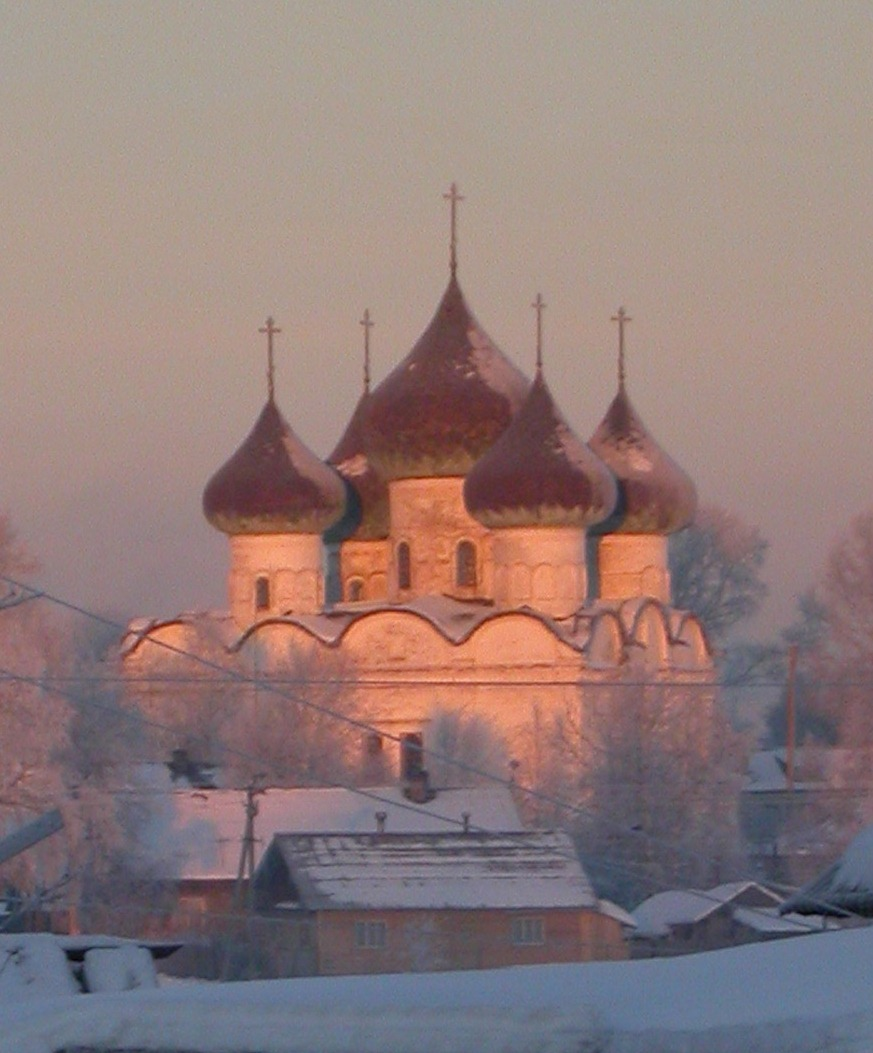
Eglise de la Résurrection (Kargopol)

L'église de la Résurrection à Kargopol (en russe : Воскресенская Церковь) est une église à cinq coupoles située dans la ville de Kargopol, dans l'oblast d'Arkhangelsk, en Russie. Elle a été construite au nord de la ville à la fin du XVIIe siècle, sur deux niveaux. C'est une église d'été non chauffée. Une icône miraculeuse de Saint-Nicolas Thaumaturge y était vénérée. L'église fait partie de l'héritage culturel protégé de la Russie sous le n° 291410153380006.

## Architecture et décoration
L'architecte auteur de cette église a manifestement imité à bien des égards la cathédrale de la Dormition de Moscou située dans l'enceinte du Kremlin de Moscou et le style de l'architecture russe du XVe siècle; soit deux siècles auparavant .
La façade est l'élément le plus impressionnant de l'ensemble architectural. Sa solennité est soulignée par les absides basses du côté est et le narthex trapu du côté ouest. La toiture courant au-dessus des zakomars forme une ligne douce et ondulée qui recouvre les voûtes allongées de forme cylindriques. Les tambours se dressent serrés les uns contre les autres pour soutenir un groupe de coupoles dont il n'y a pas d'autre exemple dans la ville. L'aspect simple et lumineux de la façade, avec ses deux rangées de fenêtres étroites, dont chacune est encadrée d'un chambranle différent des autres n'a pas non plus son pareil dans les autres églises de Kargopol.

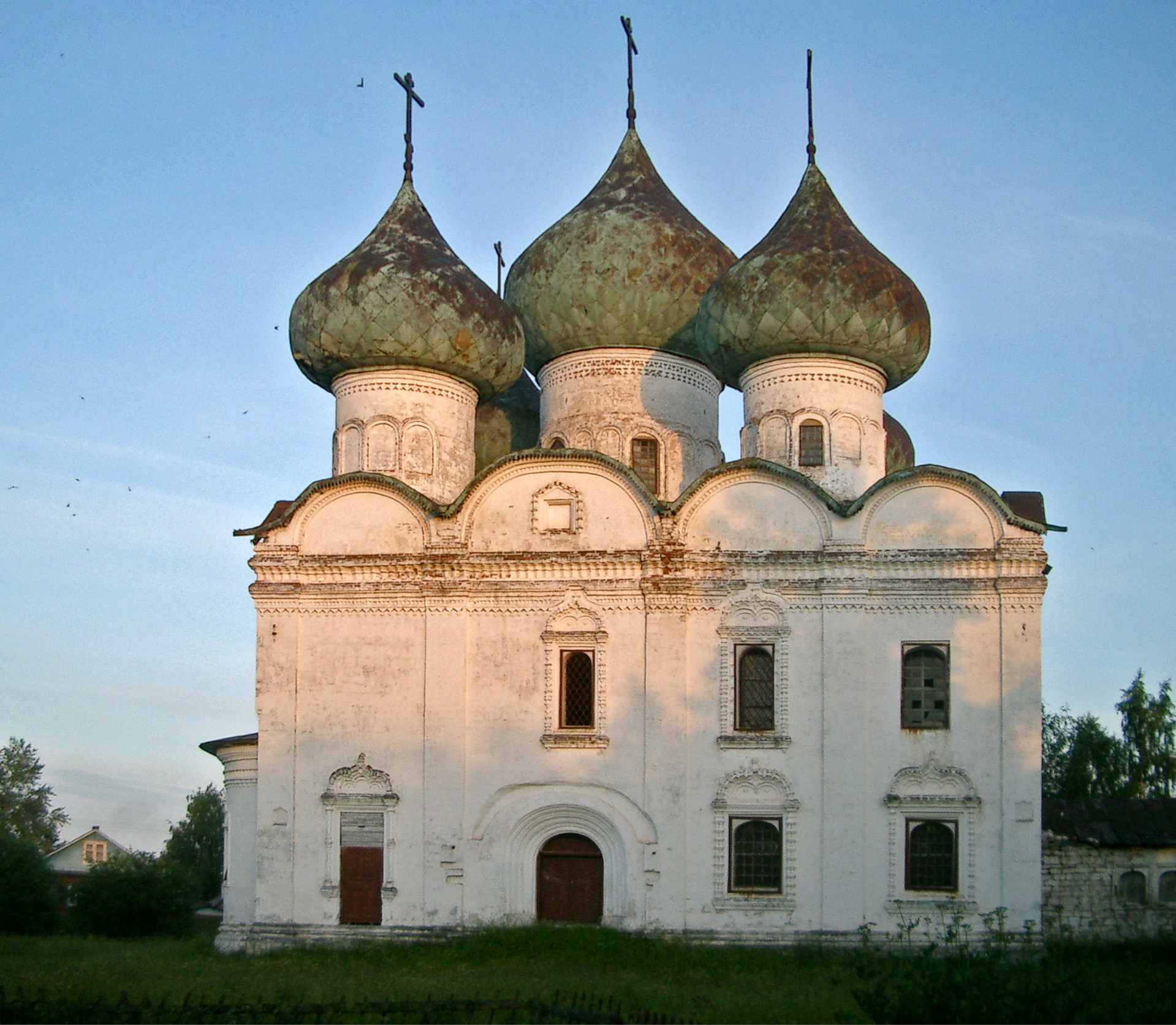
La Resurrection de Kargopol, côté nord

L'état de l'édifice en 2016, particulièrement la façade ouest, menaçait ruine et nécessitait des travaux urgents.  